# P. Baigneres
P. Baigneres  foi um desconhecido tenista francês.
Foi primeiro vice-campeão de Roland Garros em  1891.

## Grand Slam finais

### Simples: 1 (0-1)
| Resultado | Ano  | Campeonato       | Piso   | Oponente  | Placar   |
| Vice      | 1891 | Aberto da França | Saibro | H. Briggs | 6–3, 6–2 |